# Diapason (album)
Diapason è il primo disco da solista del cantautore italiano Pierpaolo Bibbò, pubblicato nel 1980 dalla Strega Records, distribuito in Italia dalla Panarecord S.p.A. e ristampato nel 1994 dalla Mellow Records.

## Storia del disco
Registrato quasi interamente nello studio privato dello stesso Bibbò (solo le parti di batteria e pianoforte furono registrate negli studi della Strega Records), l'album, la cui registrazione richiese quasi un anno di lavoro, contiene otto tracce collegate fra loro dal tema ricorrente del viaggio introspettivo.
Il disco si avvale della collaborazione del tastierista Adriano De Murtas che compare in tutte le tracce caratterizzando con le sue parti musicali l'intero lavoro.
Alla batteria Franco Medas, fratello del più celebre Giacomo Medas (direttore del “Collegium Karalitanum”) che, a sua volta, ha impreziosito l'album con le parti di viola nel brano “Incantautore”.
In ....E dalle mie macerie....” si fa apprezzare il solo di flauto traverso eseguito da Antonello Severino.
Tutti gli altri strumenti (basso, chitarre, percussioni, synth e cori) sono suonati dallo stesso Pierpaolo Bibbò con la tecnica della sovraincisione.
Arrangiamenti di: Pierpaolo Bibbò.

## Distribuzione
Pubblicato nel 1980 dalla allora giovane etichetta cagliaritana "La Strega Records" di Marcello Mazzella, l'album è stato ristampato su CD nel 1994 dalla "Mellow Records".

## Tracce
Lato A
Testi e musiche di Pierpaolo Bibbò; edizioni musicali Car.Sal.Maz..
1. Cercando una terra fantastica
2. Contaminazione
3. Incantautore
4. .....e dalle mie macerie....

Lato B
1. La macchina del tempo
2. Suoni, echi, voci
3. Possessioni della mente
4. Incantautore (reprise)

## Musicisti
- Pierpaolo Bibbò - voce, chitarra acustica, chitarra elettrica, sintetizzatore
- Adriano De Murtas - Solina, pianoforte, sintetizzatore, organo
- Franco Medas - batteria, percussioni
- Giacomo Medas - viola
- Antonello Severino – flauto traverso